# ألساندرو غامبيريني
ألساندرو غامبيريني (بالإيطالية: Alessandro Gamberini)، (مواليد 27 أغسطس 1981 في بولونيا)، لاعب كرة قدم إيطالي.
بدأ مسيرته الكروية مع نادي بولونيا في عام 1999، ولعب معهم حتى عام 2004، وقد أعير في موسم 2002/2003 إلى نادي هيلاس فيرونا، وفي عام 2005 انتقل إلى نادي فيورنتينا.

## مسيرته الكروية
لعب ألساندرو غامبيريني خلال مسيرته الاحترافية مع 6 أندية في تسعة عشر موسمًا وسجل خلالها 8 أهداف ضمن 414 مباراة. ولم يفز بأي موسم بالكأس أو بالدوري.
خاض ألساندرو غامبيريني مسيرته مع نادي بولونيا في موسم 1999–00 في المرة الأولى واستمر معه طيلة ثلاثة مواسم ثم في موسم 2003–04 ولمدة موسمين، مشاركًا طوالها في 80 مباراة ولم يسجل أي هدف. ثم انتقل إلى نادي هيلاس فيرونا في موسم 2002–03 لمدة موسم واحد، حيث شارك في 20 مباراة ولم يسجل أي هدف أيضًا. لينتقل بعدها إلى نادي فيورنتينا في موسم 2005–06 ليلعب معه سبعة مواسم، مشاركًا في 194 مباراة سجل خلالها 6 أهداف. ثم انتقل إلى نادي نابولي في موسم 2012–13 لمدة موسم واحد، مشاركًا في 25 مباراة سجل خلالها هدفًا واحدًا. هذا وانتقل لاحقًا إلى نادي جنوى في موسم 2013–14 لمدة موسم واحد، مشاركًا في 10 مباريات ولم يسجل أي هدف. ثم انتقل بعدها إلى نادي كييفو فيرونا في موسم 2014–15 ليلعب معه أربعة مواسم، مشاركًا في 85 مباراة سجل خلالها هدفًا واحدًا.

## روابط خارجية
- ألساندرو غامبيريني على موقع الاتحاد الدولي (مؤرشف)  (الإنجليزية)
- ألساندرو غامبيريني على موقع الاتحاد الأوربي (الإنجليزية)
- ألساندرو غامبيريني على موقع قاعدة بيانات كرة القدم.إي يو (الإنجليزية)
- ألساندرو غامبيريني على موقع ناشيونال فوتبول تيمز (الإنجليزية)
- ألساندرو غامبيريني على موقع Soccerway.com (الإنجليزية)
- ألساندرو غامبيريني على موقع عالم كرة القدم.نت (الإنجليزية)
- ألساندرو غامبيريني على موقع كووورة
- ألساندرو غامبيريني على موقع AS.com (الإسبانية)